# Achim Hecker
Achim Hecker (* 23. Oktober 1974 in Oberhausen) ist ein deutscher Wirtschaftswissenschaftler und Universitätsprofessor. Hecker war von 2013 bis 2018 Rektor der Privatuniversität Schloss Seeburg in Seekirchen am Wallersee nahe Salzburg und von 2017 bis 2018 Vorsitzender der Salzburger Hochschulkonferenz.

## Leben
Hecker wuchs in Mülheim an der Ruhr auf, wo er 1994 sein Abitur am Otto-Pankok-Gymnasium absolvierte. Er studierte von 1994 bis 1997 Wirtschaftswissenschaften an der Universität Duisburg-Essen und von 1997 bis 2000 zusätzlich Philosophie an der Albert-Ludwigs-Universität Freiburg. 2001 wurde er mit der Dissertationsschrift Übergänge. Metaphysikkritik auf den Spuren Heideggers und Derridas grundständig promoviert.
Nach seiner Promotion arbeitete Hecker zunächst von 2002 bis 2005 als Senior Consultant und Projektleiter bei der Unternehmensberatung McKinsey & Company, bevor er 2005 eine Stelle als Assistant Professor an der Albert-Ludwigs-Universität Freiburg annahm. Dort habilitierte er sich 2010 mit der kumulativen Habilitationsschrift Ökonomische Untersuchungen zu Grenzen und innerer Organisation von Unternehmen und erhielt die Venia Legendi für das Fach Betriebswirtschaftslehre.
Von 2010 bis 2013 vertrat er die Professur für Organisation an der Mercator School of Management der Universität Duisburg-Essen. 2013 nahm er den Ruf auf die Professur für Innovationsmanagement an die Privatuniversität Schloss Seeburg in Seekirchen am Wallersee an, wo er im selben Jahr auch zum Rektor ernannt wurde. Das Amt des Rektors der Privatuniversität Schloss Seeburg übte er bis 2018 aus. Anfang 2017 trat er die Nachfolge von Elfriede Windischbauer als Vorsitzender der Salzburger Hochschulkonferenz an.
Im Jahr 2018 gründete Hecker die DBU Digital Business University of Applied Sciences, deren Geschäftsführung er seither innehat. Außerdem ist er seit 2018 auch Professor an der UMIT – Private Universität für Gesundheitswissenschaften, Medizinische Informatik und Technik und seit 2019 Professor für Digital Leadership.

## Publikationen (Auswahl)
- A. Hecker: Cultural Contingencies of Open Innovation Strategies. In: International Journal of Innovation Management. Band 20, Nr. 7, 2016, S. 1–27.
- A. Hecker, A. Ganter: Organizational and Technological Innovation and the Moderating Effect of Open Innovation Strategies. In: International Journal of Innovation Management. Band 20, Nr. 2, 2016, S. 1–31.
- A. Hecker, T. Kretschmer: Public R&D as a Standard-Setting De-vice. In: Industry & Innovation. Band 21, Nr. 7–8, 2015, S. 599–615.
- W. Martius, A. Hecker, B. Renzl (Hrsg.): Wissens- und Innovationsmanage-ment in der Franchisepraxis: Nachhaltig erfolgreich durch Replikation und Innovation. Springer Gabler, Wiesbaden 2015.
- A. Hecker, A. Ganter: Path and Past Dependence of Firm Innovati-on. In: Economics of Innovation & New Technology. Band 23, Nr. 5/6, 2014, S. 563–583.
- A. Ganter, A. Hecker: Configurational Paths to Organizational Innovation: Qualitative Comparative Analyses of Antecedents and Contingencies. In: Journal of Busi-ness Research. Band 67, Nr. 6, 2014, S. 1285–1292.
- A. Ganter, A. Hecker: Persistence of Innovation: Discriminating between Types of Innovation and Sources of State Dependence. In: Research Policy. Band 42, Nr. 8, 2013, S. 1431–1445.
- A. Hecker, A. Ganter: The Influence of Product Market Competition on Technological and Management Innovation: Firm-Level Evidence from a Large-Scale Survey. In: European Management Review. Band 10, Nr. 1, 2013, S. 17–33.
- A. Ganter, A. Hecker: Deciphering Antecedents of Organizational Innovati-on. In: Journal of Business Research. Band 66, Nr. 5, 2013, S. 575–584.
- A. Hecker: Knowledge Beyond the Individual? Making Sense of a Notion of Collective Knowledge in Organization Theory. In: Organization Studies. Band 33, Nr. 3, 2012, S. 423–445.